# Eintracht Nordhorn
Eintracht Nordhorn (offiziell: Sportverein Eintracht Nordhorn e. V.) ist ein Fußballverein aus Nordhorn im Landkreis Grafschaft Bentheim. Die erste Fußballmannschaft spielte fünf Jahre lang in der damals erstklassigen Oberliga Nord. Seit dem Aufstieg im Jahre 2015 tritt die Mannschaft in der Landesliga Weser/Ems an.
Die ehemalige Handballabteilung ging am 1. Juni 1981 in der HSG Nordhorn auf, die erste Herrenmannschaft startet seit 2008 als HSG Nordhorn-Lingen. Neben Fußball bietet die Eintracht auch Cricket, Boule, Kanu, Bogenschießen, American Football (Nordhorn Vikings) und Leichtathletik an.

## Geschichte
Der Verein wurde am 29. Dezember 1945 als SV Nordhorn gegründet. Dieser Verein war ein kollektiver Nachfolger der Vereine Sparta, VfL Nordhorn, Vorwärts Nordhorn und TV Nordhorn, die schon kurze Zeit später wieder neu gegründet wurden. Im Jahre 1947 wurde aus dem SV Nordhorn der heutige SV Eintracht Nordhorn. Im Jahre 1953 spaltete sich der SV Concordia Nordhorn von der Eintracht ab, kehrte aber vier Jahre später zu seinem Stammverein zurück. Da die Jugendabteilung der Eintracht in den frühen 1950er Jahren stark wuchs, wurde als Auffangbecken die Sport- und Jugendvereinigung Weiße Elf gegründet, die 1974 mit dem VfL Nordhorn zum VfL Weiße Elf Nordhorn fusionierte.

### Frühe Jahre (1945 bis 1954)

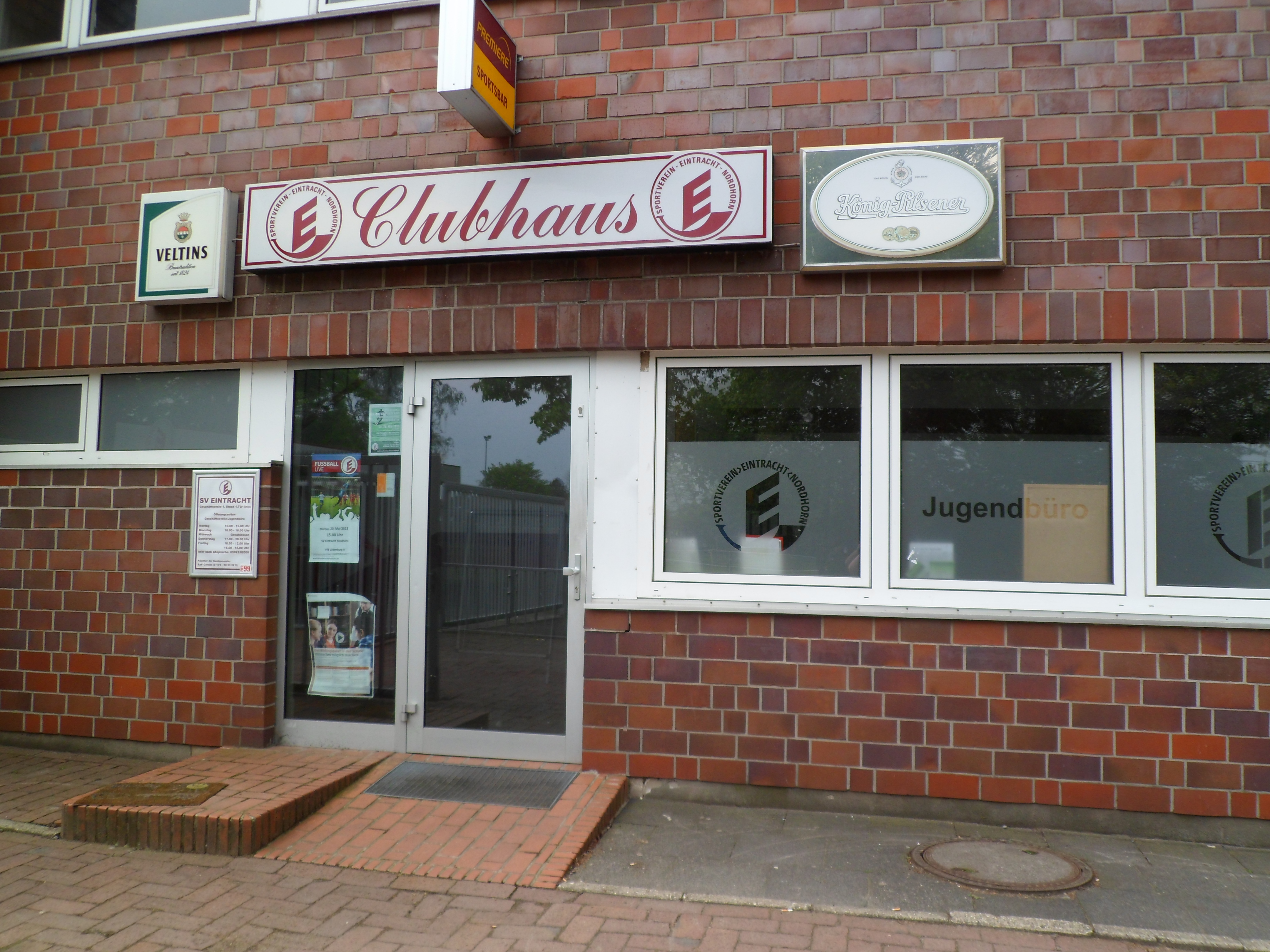
Clubhaus und Geschäftsstelle des SV Eintracht am Eingang zum Stadion am Heideweg

Die Fußballabteilung erlebte dank des aus Worms stammenden Ernst Fuhry einen Aufschwung. Fuhry hatte in den 1930er Jahren in seiner damaligen Wahlheimat Berlin eine aus Waisen bestehende Mannschaft aufgebaut, die reichsweit als „Spartaner“ bekannt wurden. Nach Kriegsende holte er zahlreiche Spieler dieser Mannschaft nach Nordhorn und aktivierte die Nachwuchsarbeit. Nach einem 1:0-Sieg im Entscheidungsspiel gegen die SG Bünde 08 stieg die Eintracht 1947 in die damals zweitklassige Landesliga Westfalen auf.
Nach zwei Jahren im Mittelfeld der Tabelle stieg die Eintracht 1950 wieder aus der Landesliga ab. Ein Jahr später wechselte der Fußballkreis Bentheim nach einem Beschluss des DFB in den Niedersächsischen Fußballverband. Die Eintracht wurde daraufhin in die zweitklassige Amateuroberliga Niedersachsen-West eingeteilt. Dort wurden die Nordhorner auf Anhieb Vizemeister hinter dem VfB Oldenburg und qualifizierten sich nach Entscheidungsspielen gegen den TuS Celle für die Deutsche Amateurmeisterschaft, wo im Viertelfinale das Aus gegen den Cronenberger SC erfolgte.
1953 sicherte sich die Eintracht die Staffelmeisterschaft, verzichtete jedoch wie im Vorjahr auf die Oberliga-Aufstiegsrunde, da Trainer Fuhry das in der Oberliga geltende Vertragsspielerstatut als Trojanisches Pferd bezeichnete. In der Amateurmeisterschaft scheiterten die Mannschaft am Homberger SpV. Ein Jahr später dominierte die Eintracht die Liga nach Belieben und erzielte 128 Saisontore. Trotzdem verzichtete der Verein erneut auf die Aufstiegsrunde. Der erneute Verzicht stieß auf scharfe Kritik durch die Anhänger und die Presse, die ein Auseinanderbrechen der erfolgreichen Mannschaft befürchteten. Als die Eintracht 1955 erneut Meister wurde und den amtierenden deutschen Meister Hannover 96 in einem Freundschaftsspiel mit 4:1 schlug, gab Fuhry schließlich doch nach. In der folgenden Aufstiegsrunde machte die Mannschaft durch einen 4:3-Sieg über den VfB Lübeck den Aufstieg perfekt.

### Zwischen Erst- und Drittklassigkeit (1955 bis 1975)
Die Vereinsführung beantragte zunächst vergeblich, als Amateure in der Oberliga Nord antreten zu dürfen. In der Hinrunde der Saison 1955/56 spielte die Eintracht furios auf und trotzte dem Hamburger SV ein 1:1 ab. Nach der Hinrunde lag die Mannschaft auf Platz vier, ehe sich Torjäger Heinz Conradi das Bein brach und die Mannschaft auf Platz zwölf zurückfiel. Trotzdem erreichte der Verein damit seinen sportlichen Zenit. Dass die Mannschaft nicht mehr an diesen Erfolg anknüpfen konnte, hatte mehrere Gründe. Die meisten Leistungsträger hatten die 30 schon überschritten und externe Neuzugänge störten das Vereinsklima. Im März 1957 wurde Trainer Fuhry entlassen, doch die Mannschaft kam nicht über den Abstiegskampf hinaus. Am Ende der Saison 1958/59 stieg die Eintracht zusammen mit dem VfL Wolfsburg ab.
In der folgenden Spielzeit verpassten die Nordhorner durch eine 1:2-Niederlage im Entscheidungsspiel gegen Arminia Hannover die Qualifikation zur Aufstiegsrunde. Ein Jahr später gelang mit viel Glück der Wiederaufstieg. In den Qualifikationsspielen zur Aufstiegsrunde gegen Teutonia Uelzen setzte sich die Eintracht per Münzwurf durch: beide Spiele hatten unentschieden geendet. Mit einem 5:0 über den SV Friedrichsort wurde anschließend der Aufstieg perfekt gemacht. Nach nur vier Siegen und 95 Gegentoren ging es gleich wieder hinab. Zum Heimspiel gegen den FC St. Pauli am 8. April 1962 kamen nurmehr 348 Zuschauer.
Ein Jahr später wurde als Tabellenvierter die Qualifikation für die neu geschaffene Regionalliga Nord verpasst. 1964 erreichte die Mannschaft problemlos die eingleisige Landesliga Niedersachsen, wo man über Mittelmaß bzw. Abstiegskampf nicht hinauskam. Im Jahre 1969 erreichte die Mannschaft das Endspiel um den Niedersachsenpokal, welches mit 0:7 gegen den Einbecker SV 05 verloren wurde. Mit etwas Glück erreichte die Eintracht zwei Jahre später die Aufstiegsrunde zur Regionalliga. In den Entscheidungsspielen hatte die Mannschaft Kickers Emden mit 3:2 nach Verlängerung und dann den TuS Haste 01 mit 5:4 nach Elfmeterschießen besiegt. In der Aufstiegsrunde scheiterte sie am OSV Hannover.
In der Saison 1973/74 brachte sich der Verein selbst um den Erfolg. In vier Spielen setzte die Eintracht vier statt der erlaubten drei Ausländer ein, wofür ihr sieben Punkte abgezogen wurden. Mit diesen Punkten hätte die Eintracht anstelle von Union Salzgitter die Qualifikationsrunde nur neuen, drittklassigen Oberliga Nord erreicht. Immerhin gewann sie durch einen 4:3-Sieg nach Verlängerung über den 1. FC Wunstorf den Niedersachsenpokal. Ein Jahr später stiegen die Nordhorner in die Oberliga Nord auf. Bei der erstmaligen Teilnahme am DFB-Pokal schlug die Eintracht zunächst Westend 01 Berlin mit 2:1 und scheiterte in der zweiten Runde mit einem 0:2 bei Bayer 04 Leverkusen.

### Zwischen Regional- und Verbandsliga (1975 bis 2000)
In der Oberliga Nord kam die Eintracht nicht über Mittelfeldpositionen hinaus und wurde vielfach als graue Maus angesehen. Die neunten Plätze in den Spielzeiten 1975/76 und 1976/77 waren die größten Erfolge dieser Ära. Schließlich mussten die Nordhorner im Jahre 1981 den Abstieg in die Verbandsliga Niedersachsen hinnehmen, wo man zunächst ebenfalls gegen den Abstieg spielte. Im Jahre 1984 erreichte die Eintracht als Vizemeister hinter dem SV Atlas Delmenhorst die Oberliga-Aufstiegsrunde, wo die Nordhorner jedoch am Hummelsbütteler SV scheiterten.
Vier Jahre später übernahm Heinz Westerink das Traineramt und führte seine Mannschaft 1990 in die Aufstiegsrunde. Dort scheiterte man zunächst am TuS Celle. Als jedoch sowohl der VfB Oldenburg als auch der TSV Havelse in die 2. Bundesliga aufstiegen stieg auch die Eintracht in die Oberliga auf. Nachdem die Mannschaft in der Saison 1990/91 nur aufgrund des besseren Torverhältnis gegenüber Concordia Hamburg den Klassenerhalt geschafft hatte, folgte zwei Jahre später der erneute Abstieg. Als Drittletzter der Verbandsligasaison 1993/94 verpasste die Eintracht die neu geschaffene Oberliga Niedersachsen/Bremen. Der Aufstieg dorthin wurde nur ein Jahr später nachgeholt.
In der Saison 1996/97 wurden die Nordhorner Meister der Oberliga und stiegen damit in die Regionalliga Nord auf. Unter dem Trainer Sefcet Lajqi erreichte die durch einige albanische Spieler verstärkte Mannschaft in der Saison 1998/99 sensationell den fünften Platz. Trotz des sportlichen Erfolgs stand die Eintracht im Schatten des Handballvereins HSG Nordhorn, der einst durch die Fusion der Handballabteilungen der Eintracht und von Sparta Nordhorn entstand. Im Jahre 2000 verpasste die Eintracht die zweigleisige Regionalliga.

### Jahre bis zur Fusion (2000 bis 2015)
In der Saison 2001/02 wurden die Nordhorner Vizemeister hinter dem VfB Oldenburg. Zwei Jahre später wurde die Eintracht nur aufgrund der schlechteren Tordifferenz im Vergleich zu den Amateuren des VfL Wolfsburg Vizemeister. Zwischenzeitlich standen bis zu sieben niederländische Spieler im Dienst des Vereins, von denen der Stürmer Gert Goolkate mit 44 Saisontoren deutschlandweit der erfolgreichste Oberligaspieler der Saison wurde. Vier Jahre später gewannen die Nordhorner zum zweiten Mal den Niedersachsenpokal und spielte fortan in der Oberliga Niedersachsen-West. Im Jahre 2010 qualifizierte sich die Eintracht für die nunmehr eingleisige Oberliga Niedersachsen.
Im Oktober 2011 wurde bekannt, dass die Eintracht eine Fusion mit dem Lokalrivalen Vorwärts Nordhorn anstrebt. Zwei Monate später musste die Eintracht aufgrund von 250.000 Euro Schulden Insolvenz anmelden. Das Verfahren wurde im Februar 2012 eröffnet, wodurch die Mannschaft aus der Oberliga zwangsabsteigen musste. Kurioserweise mussten die Nordhorner ebenso wie der ebenfalls insolvente Verein Kickers Emden die Partien der Rückrunde der Saison 2011/12 als Pflichtfreundschaftsspiele austragen. Am 18. Juli 2012 stimmten die Gläubiger dem Insolvenzplan zu, wodurch der Neuanfang mit einem nahezu völlig neuen Team in der Landesliga Weser-Ems ermöglicht wurde. Als Tabellenletzter stieg die Eintracht 2014 in die Bezirksliga ab.

### Gegenwart (seit 2015)
Zur Saison 2015/16 fusionierte die Eintracht mit dem Türkischen Verein Nordhorn zunächst zum SV Eintracht TV Nordhorn. benannte sich dann aber wieder zurück in den ursprünglichen Namen. In den Jahren 2022 und 2023 wurde die Eintracht Vizemeister hinter der zweiten Mannschaft des SV Meppen bzw. Vorwärts Nordhorn, bevor dann 2025 der Aufstieg in die Landesliga gelang.

## Erfolge
- Teilnahme am DFB-Pokal: 1974/75, 1977/78, 1978/79, 1980/81, 2008/09
- Teilnahme an der deutschen Amateurmeisterschaft: 1952, 1953, 1954, 1973
- Niedersachsenpokalsieger: 1974, 2008
- Meister der Amateuroberliga Niedersachsen-West: 1953, 1954, 1955
- Meister der Oberliga Niedersachsen/Bremen: 1997
- Bezirkspokalsieger: 1969, 1974 (Osnabrück), 1995 (Weser/Ems)

## Stadion

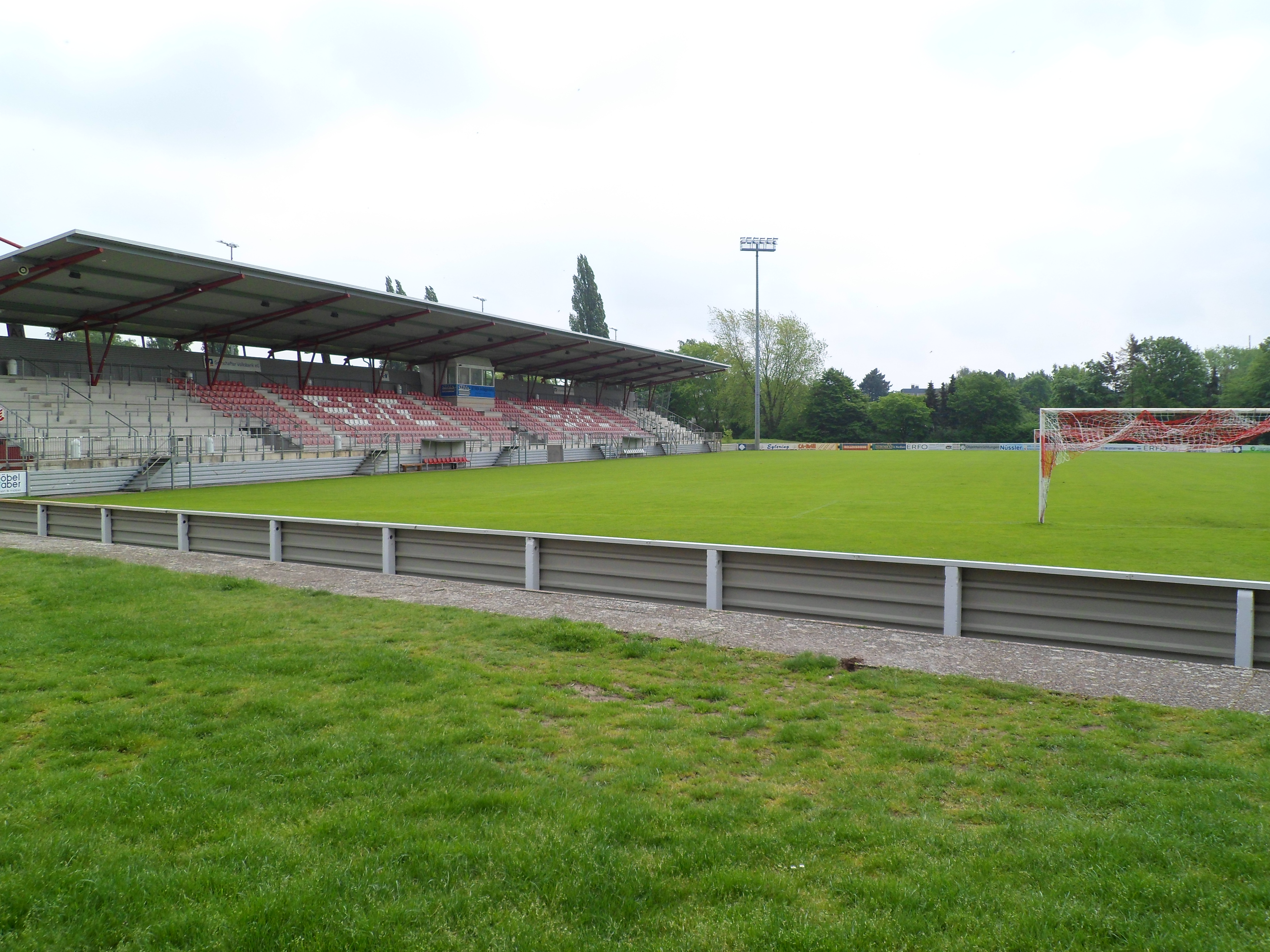
Eintracht-Stadion am Heideweg, Blick auf die Haupttribüne

Die Heimspiele bestritt Eintracht Nordhorn im Eintracht-Stadion am Heideweg mit einem Fassungsvermögen von 7.500 Zuschauern. Auf der im Jahre 2007 eingeweihten neuen Haupttribüne befinden sich rund 2.000 überdachte Sitzplätze. Das Stadion wurde am 18. August 1954 eingeweiht und hieß bis Anfang der 1990er Jahre Bernhard-Niehues-Kampfbahn.
Der Zuschauerrekord wurde am 2. Oktober 1955 aufgestellt, als 18.000 Menschen das Heimspiel der Eintracht gegen den Hamburger SV sehen wollten. In der Saison 1955/56 wurde mit 6.733 auch der bis heute gültige höchste Zuschauerschnitt der Vereinsgeschichte erreicht. Heute wird das Stadion von den Footballern der Nordhorn Vikings genutzt.

## Kader 2024/25
| Pos.       | Nr. | Nat. (a)            | Spieler                 | Geburtstag (Alter) |
| ---------- | --- | ------------------- | ----------------------- | ------------------ |
| Tor        | 01  | Vereinigte Staaten  | Trevor Jackson          | 17. Juli 2000 (24) |
| Tor        | 35  | Cookinseln          | Ngereine Zachary Maro   | 20. März 2005 (20) |
| Tor        | -   | Albanien            | Marsel Shehu            | -                  |
| Abwehr     | 02  | Vereinigte Staaten  | Zachary Hamm            | 26. Jan. 1995 (30) |
| Abwehr     | 03  | Vereinigte Staaten  | Logan Hunter Phipps     | -                  |
| Abwehr     | 04  | Deutschland         | Stefan Lako             | 12. Feb. 1991 (34) |
| Abwehr     | 07  | Kolumbien           | David Barragan Castro   | 16. Apr. 1998 (27) |
| Abwehr     | 14  | Elfenbeinküste      | Ismael Konate           | 7. Juli 1997 (27)  |
| Abwehr     | 16  | Deutschland         | Florian Kamp            | 8. Mai 1992 (33)   |
| Abwehr     | 20  | Deutschland         | Marius Kleinsorge       | 30. Okt. 1995 (29) |
| Abwehr     | 21  | Vereinigte Staaten  | Ryan Jeffrey Halmstrom  | 1. Jan. 2004 (21)  |
| Abwehr     | 27  | Vereinigte Staaten  | Mattias Hanchard        | -                  |
| Mittelfeld | 06  | Deutschland         | Fabian Weidekat         | 7. Nov. 1991 (33)  |
| Mittelfeld | 08  | Niederlande         | Djamil Farid Emanuels   | 5. Dez. 2001 (23)  |
| Mittelfeld | 11  | Vereinigte Staaten  | Romert Coleman Frame    | -                  |
| Mittelfeld | 12  | Vereinigte Staaten  | Tyden Frame             | 25. Sep. 2005 (19) |
| Mittelfeld | 13  | Trinidad und Tobago | Shane de Leon           | 11. Dez. 2001 (23) |
| Mittelfeld | 17  | Ungarn              | Szabolcs Szitai         | 13. Mai 2005 (20)  |
| Mittelfeld | 18  | Vereinigte Staaten  | Austin Amer             | 17. Feb. 2000 (25) |
| Mittelfeld | 19  | Turkei              | Sehmus Karadas          | 10. Juni 2002 (22) |
| Mittelfeld | 22  | Deutschland         | Dustin Tschorn          | 13. Apr. 2000 (25) |
| Mittelfeld | 23  | Turkei              | Yilmaz Karadas          | 23. Dez. 1999 (25) |
| Mittelfeld | -   | Deutschland         | Michael Holt            | 1. Feb. 1986 (39)  |
| Sturm      | 09  | Niederlande         | Sem Folkerts            | 18. Sep. 2003 (21) |
| Sturm      | 10  | Kosovo              | Hedon Selishta          | 1. Sep. 1992 (32)  |
| Sturm      | 15  | Benin               | Carlos Alberto Fernando | 22. Apr. 1997 (28) |

## Persönlichkeiten

### Spieler
- Cihan Bolat
- Heinz Conradi
- Gert Goolkate
- Otto Geisert
- Ralf Heskamp
- Wolfgang Klank
- Walter Lesch
- Lambert Rondhuis
- Alfred Post (Amateur-Nationalspieler)
- Heinz Schumann (Amateur-Nationalspieler)
- Heinz Stauvermann
- Ruud ter Heide
- Mike Terranova
- Robert Thoben
- Paulo da Palma

### Trainer
- Ernst Fuhry
- Hermann Michel (1974–1976)
- Ernst Middendorp (1987–1988)
- Martin Rattka (1972–1974, 1976–78)
- Hans-Dieter Schmidt (1982–1983)
- Theo Vonk (2003–2004)